# Phyllis Francis
Phyllis Francis (ur. 4 maja 1992 w Nowym Jorku) – amerykańska lekkoatletka specjalizująca się w biegach sprinterskich.
W 2011 zdobyła złoto w sztafecie 4 × 400 metrów oraz brąz w biegu na 400 metrów podczas mistrzostw panamerykańskich juniorów. W 2015 zdobyła srebrny medal mistrzostw świata w Pekinie za bieg w eliminacjach sztafety 4 × 400 metrów. Rok później startowała na igrzyskach olimpijskich w Rio de Janeiro, podczas których indywidualnie była piąta w biegu na 400 metrów, a wraz z koleżankami z reprezentacji zdobyła złoto w sztafecie 4 × 400 metrów. Złota medalistka mistrzostw świata w Londynie w biegu na 400 metrów oraz w sztafecie 4 × 400 metrów (2017). Podczas kolejnej edycji światowego czempionatu w Dosze sięgnęła po złoty medal w biegu rozstawnym sztafecie 4 × 400 metrów.
Reprezentantka kraju na IAAF World Relays.
Stawała na podium mistrzostw USA. Złota medalistka mistrzostw NCAA.

## Osiągnięcia
| Rok  | Impreza                              | Miejsce        | Konkurencja             | Lokata     | Wynik           |
| ---- | ------------------------------------ | -------------- | ----------------------- | ---------- | --------------- |
| 2011 | Mistrzostwa panamerykańskie juniorów | Miramar        | bieg na 400 metrów      | 3. miejsce | 53,81           |
| 2011 | Mistrzostwa panamerykańskie juniorów | Miramar        | sztafeta 4 × 400 metrów | 1. miejsce | 3:34,71         |
| 2015 | IAAF World Relays                    | Nassau         | sztafeta 4 × 400 metrów | 1. miejsce | 3:19,39         |
| 2015 | Mistrzostwa świata                   | Pekin          | bieg na 400 metrów      | 7. miejsce | 50,51           |
| 2015 | Mistrzostwa świata                   | Pekin          | sztafeta 4 × 400 metrów | 2. miejsce | 3:19,44 (elim.) |
| 2016 | Igrzyska olimpijskie                 | Rio de Janeiro | bieg na 400 metrów      | 5. miejsce | 50,41           |
| 2016 | Igrzyska olimpijskie                 | Rio de Janeiro | sztafeta 4 × 400 metrów | 1. miejsce | 3:19,06         |
| 2017 | IAAF World Relays                    | Nassau         | sztafeta 4 × 200 metrów | 3. miejsce | 1:30,87 (elim.) |
| 2017 | IAAF World Relays                    | Nassau         | sztafeta 4 × 400 metrów | 1. miejsce | 3:24,36         |
| 2017 | Mistrzostwa świata                   | Londyn         | bieg na 400 metrów      | 1. miejsce | 49,92           |
| 2017 | Mistrzostwa świata                   | Londyn         | sztafeta 4 × 400 metrów | 1. miejsce | 3:19,02         |
| 2018 | Mistrzostwa NACAC                    | Toronto        | bieg na 200 metrów      | 3. miejsce | 22,91           |
| 2019 | Mistrzostwa świata                   | Doha           | bieg na 400 metrów      | 5. miejsce | 49,61           |
| 2019 | Mistrzostwa świata                   | Doha           | sztafeta 4 × 400 metrów | 1. miejsce | 3:18,92         |

## Rekordy życiowe
- Bieg na 200 metrów (stadion) – 22,42 (2018)
- Bieg na 200 metrów (hala) – 22,92 (2014)
- Bieg na 400 metrów (stadion) – 49,61 (2019)
- Bieg na 400 metrów (hala) – 50,46 (2014) najlepszy wynik na listach światowych w roku 2014